# A hülyeség kora
A hülyeség kora (The Age of Stupid) 2009-es angol dokumentumfilm, ami a dráma és az animációs jegyeket is magában hordozza.
A főszereplő, Pete Postlethwaite, szerepe szerint a Globális Archívum dolgozója, aki magányosan él a 2055-re teljesen elpusztult világunkban. Mindennapi munkája során egy egyszerű kérdésre keresi a választ: „Miért nem állítottuk meg a klímaváltozást, amíg még volt rá esélyünk?”, utalva ezzel a civilizált társadalom okozta globális felmelegedésre.
Premierjére az Egyesült Királyságban 2009. március 20-án került sor, stílusosan, egy napenergia által üzemeltetett londoni mozisátorban. Az alkotást 2009. augusztus 20-án vetítették le Ausztráliában és Új-Zélandon, műholdas kapcsolat segítségével sugározva Auckland és Sydney között. Nemzetközi megjelenésére 2009. szeptember 21-e és 22-e között, egy ún. "Világpremieren" került sor. A New York-i Winter Garden Theatre-ből műholdas kapcsolattal vetítették az Egyesült Államok 442 mozijába, valamint 200 további moziba, amik 30 országba sugározták a felvételt. A premier kiemelt vendégei közé tartozott Kofi Annan volt ENSZ-főtitkár, Heather Graham és Gillian Anderson színésznő, illetve a könnyűzene két jeles képviselője, Moby és a Radiohead zenekar énekese, Thom Yorke is.

## Cselekmény
Az Ősrobbanás képeivel indít a film, s másfél percen belül bolygónk megszületésének és az evolúciós folyamat villámgyors fejlődésének lehetünk szemtanúi, mígnem eljutunk egy negatív jövőképbe. 2055-öt írunk: a Föld lakhatatlanná vált. Londont elnyelte a tenger, az Alpok egy felismerhetetlenségig száraz pusztává vált, Las Vegast eltemette a sivatag, a Tádzs Mahal romjai előtt pedig keselyű lakmározik a tetemek fölött. A történet 800 km-re Norvégia partjaitól, a messzi északon kezdődik. Egy gigantikus építmény emelkedik ki a tengerből, melynek neve: Globális Archívum. Itt őrzik az emberiség minden létező eredményét; a múzeumok ereklyéit, a milliónyi szerveren könyveket, filmeket és tudományos eredményeket találunk, valamint hibernálva az utolsó élőlény-párokat. A létesítmény egyetlen dolgozója egy idős történész, aki számítógépén keresi a választ a globális klímakatasztrófára. Az archívum felvételeit böngészve megelevenednek az ezredforduló és egyben filmünk szereplői. Tényszerűen mesélik el nekünk életkörülményeiket és sorsukat, amelyek némiképp összefonódnak. Bepillantást nyerünk jelenlegi világunk struktúrájába, annak minden kényes és mélyreható problémájával együtt, amik előidézték pusztulásunkat.

## Szereplők
| Szereplő                                                                                                  |
| --- |
| Pete Postlethwaite Az archívum dolgozója.                                                                 |
| Jamila és Adnan Bayyoud iraki testvérpár, ma háborús menekültek.                                          |
| Alvin DuVernay A Shell olajkutatója, aki száz embert menekített ki saját hajóján a Katrina-hurrikán után. |
| Piers Guy Szélerőműveket telepít, és a szélerőmű-ellenes lobbival küzd Angliában.                         |
| Layefa Malini Nigériában él, ahol a Shell óriási hasznot termel.                                          |
| Fernand Pareau 82 éves francia hegyivezető.                                                               |
| Jeh Wadia indiai üzletember, aki fapados légitársaságot alapít.                                           |

## Forgatási helyszínek
Amerika, Egyesült Királyság, India, Nigéria, Irak, Jordánia és az Alpok vonulatai.

## Külső hivatkozások
- A film hivatalos weboldala (angolul)
- A film magyar weboldala (magyarul)